# You’re the One
You’re the One — десятый студийный альбом американского фолк-певца и музыканта Пола Саймона, изданный 3 октября 2000 года на лейбле Warner Bros. и сертифицированный RIAA в золотом статусе в США.

## История
Вышедший в 2000 году альбом, стал самым успешным студийным диском Саймона за последние 10 лет и был номинирован в 2001 году на престижную премию «Грэмми» в основной категории «Лучший альбом года», благодаря чему певец стал первым исполнителем, которому удавалось получать номинации в этой категории пять десятилетий подряд (1960—2000-е годы). В 2006 году Пол Маккартни стал только вторым в истории музыкантом с таким же достижением с альбомом Chaos and Creation in the Backyard).
Диск достиг позиции № 19 в американском хит-параде Billboard 200.
Альбом получил положительные отзывы музыкальной критики и интернет-изданий, например, AllMusic, Роберт Кристгау, Rolling Stone, Q.

## Список композиций
1. «That’s Where I Belong» — 3:12
2. «Darling Lorraine» — 6:39
3. «Old» — 2:19
4. «You’re the One» — 4:27
5. «The Teacher» — 3:36
6. «Look at That» — 3:54
7. «Señorita with a Necklace of Tears» — 3:41
8. «Love» — 3:50
9. «Pigs, Sheep and Wolves» — 3:58
10. «Hurricane Eye» — 4:12
11. «Quiet» — 4:17

Bonus tracks from the 2004 reissue of the album
1. «That’s Where I Belong (Live)» — 3:42
2. «Old (Live)» — 2:40
3. «Hurricane Eye (Live)» — 6:00

## Чарты
| Хит-парад (2000)                  | Лучший результат |
| --------------------------------- | ---------------- |
| Canadian Albums Chart             | 8                |
| Norwegian VG-lista Albums Chart   | 9                |
| German Media Control Albums Chart | 17               |
| United States Billboard 200       | 19               |
| UK Albums Chart                   | 20               |
| Swedish Albums Chart              | 24               |
| Scottish Albums Chart             | 25               |
| Belgian Albums Chart (Flanders)   | 27               |
| Irish Albums Chart                | 27               |
| Austrian Albums Chart             | 30               |
| Italian Albums Chart              | 30               |
| Swiss Albums Chart                | 40               |
| Dutch Mega Albums Chart           | 41               |
| French SNEP Albums Chart          | 73               |
| Japanese Oricon Albums Chart      | 77               |

## Сертификации
| Регион                                                      | Сертификация | Продажи  |
| ----------------------------------------------------------- | ------------ | -------- |
| Великобритания (BPI)                                        | Серебряный   | 60 000^  |
| США (RIAA)                                                  | Золотой      | 500 000^ |
| ^ Данные о тиражах приведены только на основе сертификации. |              |          |